# Fusinus diminutus
Fusinus diminutus is een slakkensoort uit de familie van de Fasciolariidae. De wetenschappelijke naam van de soort is voor het eerst geldig gepubliceerd in 1915 door Dall.